# Октябрьская революция в филателии
Октя́брьская револю́ция в филателии представляет собой совокупность знаков почтовой оплаты, конвертов, штемпелей, посвящённых Великой Октябрьской социалистической революции. Почтовые марки и блоки посвящены юбилеям данного события. Филателистическая продукция выпускалась в разных странах.

## СССР

К 10-летию Октябрьской революции, 1927 год
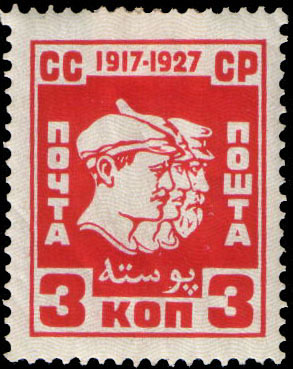
Барельефы
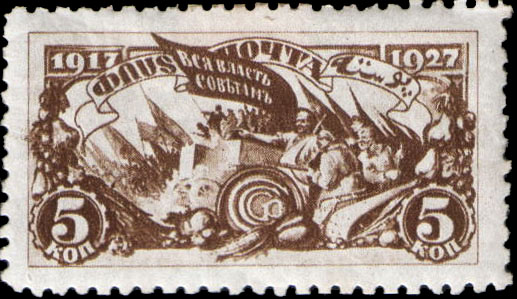
«Вся власть советам»
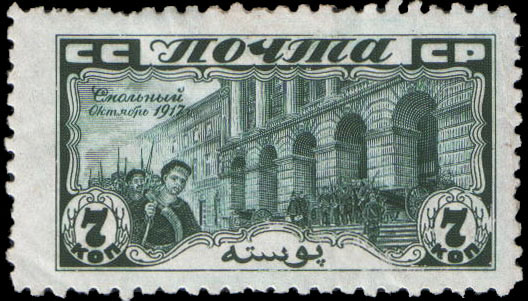
Смольный
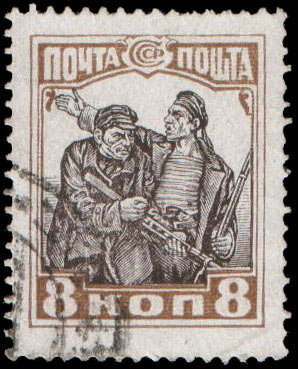
Красногвардейцы
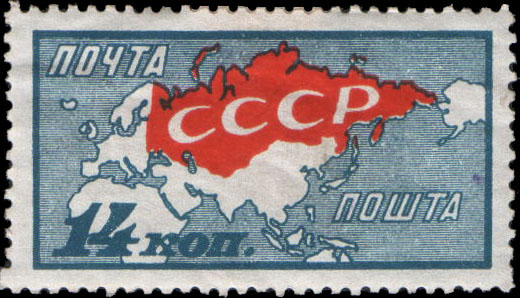
Карта СССР
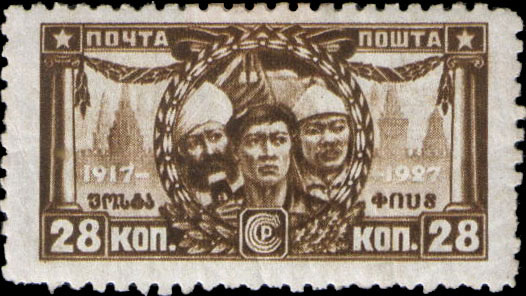
Трудящиеся на фоне Кремля
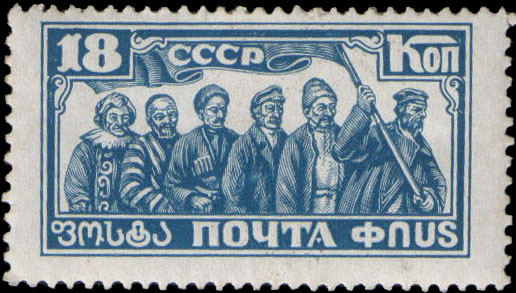
Трудящиеся

К 15-летию Октябрьской революции, 1932 год
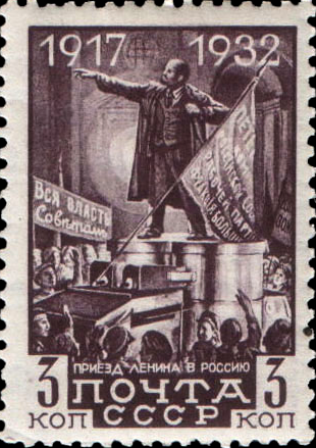
Почтовая марка СССР, 1932 год. Ленин на броневике
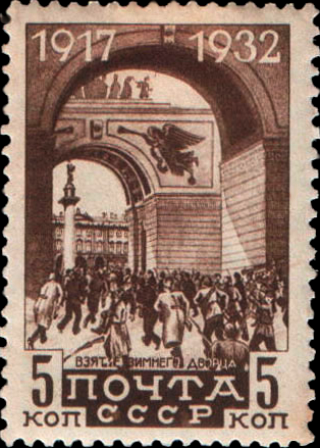
Почтовая марка СССР, 1932 год. Штурм Зимнего дворца
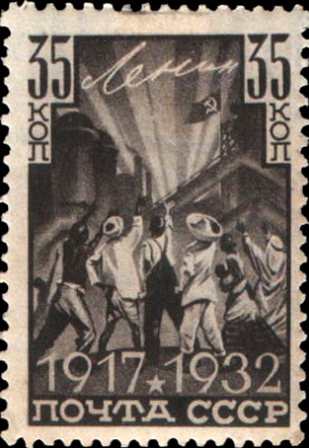
Ленин
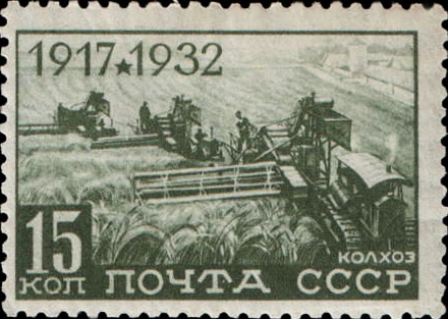
Зерноуборочный комбайн
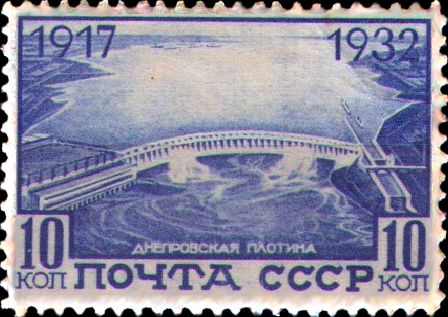
Днепрогэс
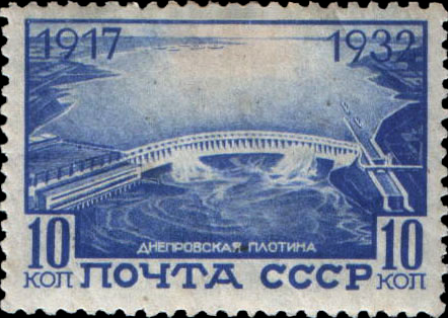
Днепрогэс
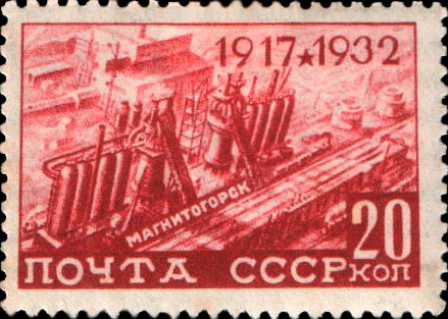
Магнитогорский металлургический комбинат
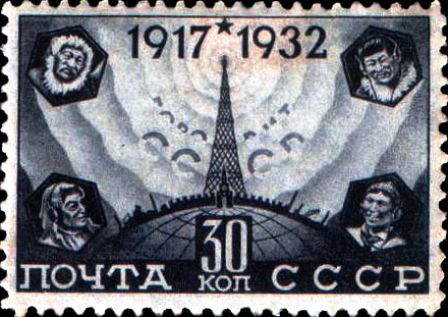
Радиовещание в СССР

25-летие Великой Октябрьской революции, 1942 год
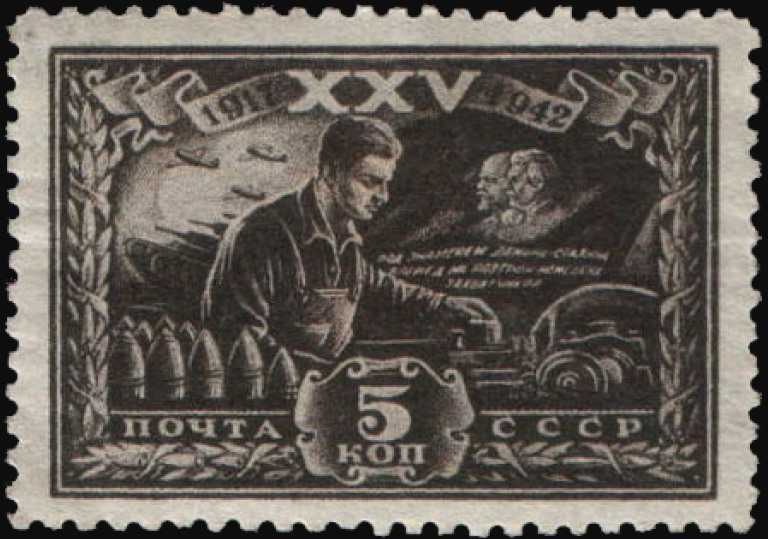
Снаряды фронту
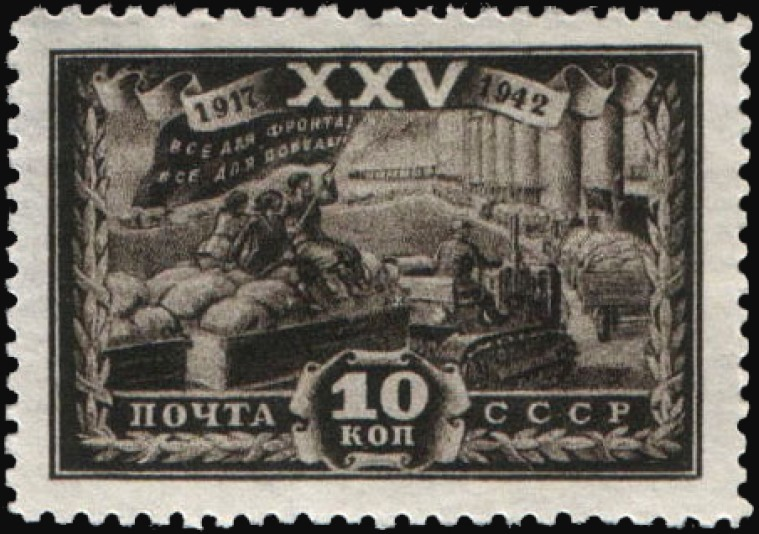
Обозы с хлебом
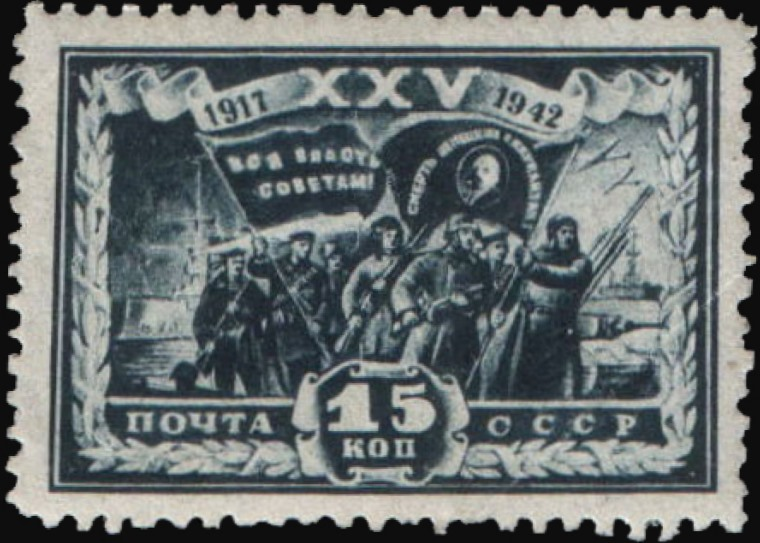
Красная гвардия
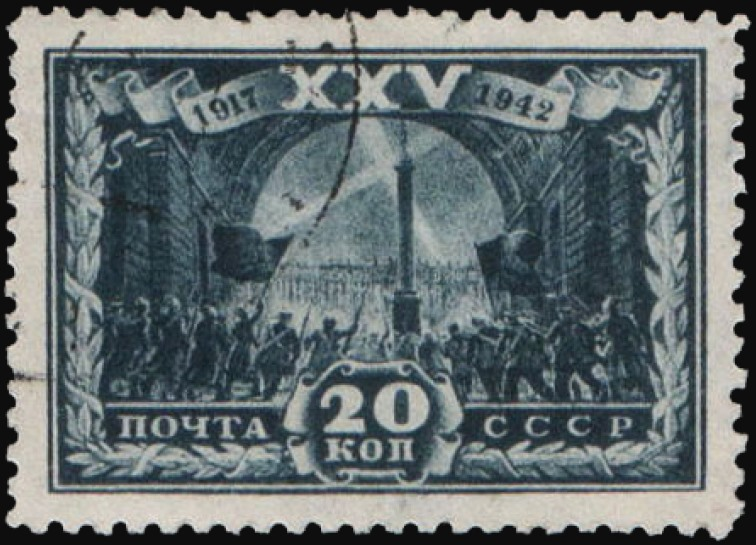
Барельефы Ленина и Сталина на фоне башни Московского Кремля.
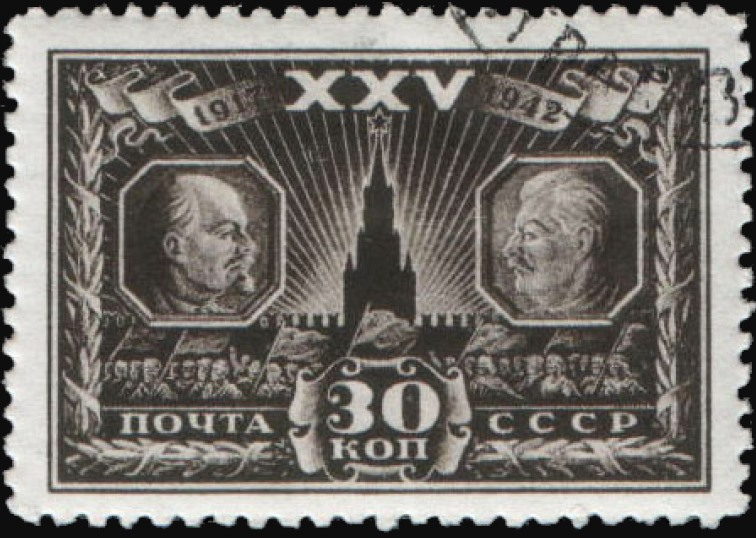
Штурм Зимнего дворца в октябре 1917
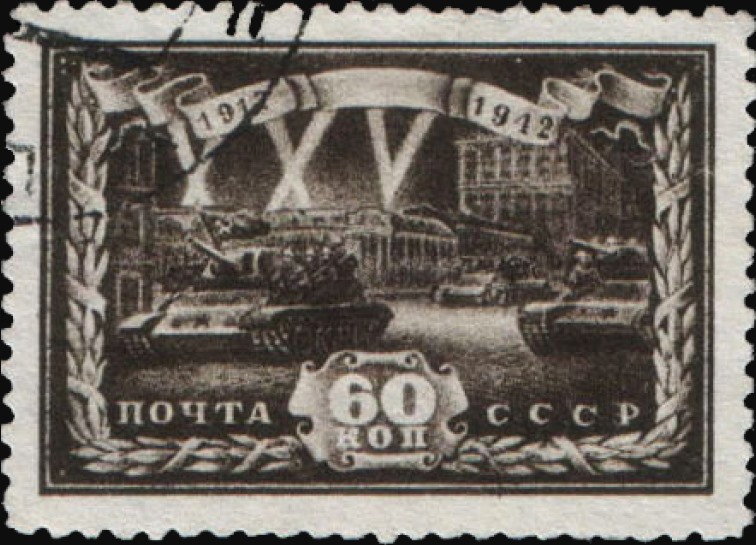
Танковая колонна
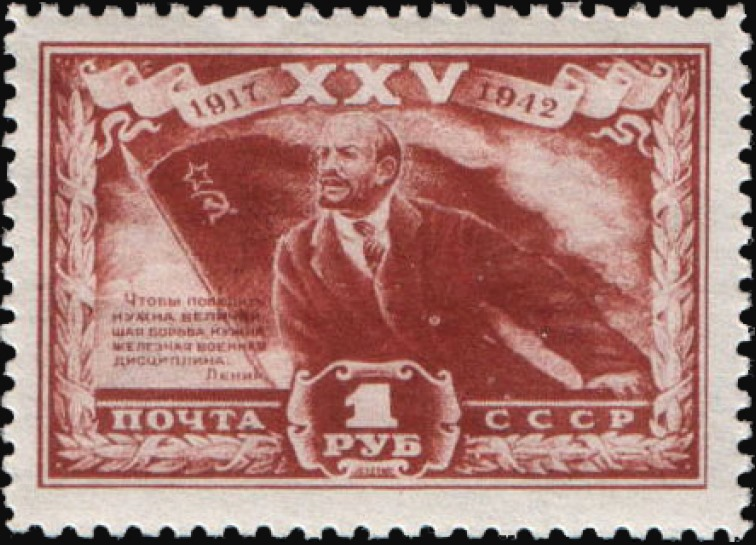
Ленин на трибуне

29-я годовщина Октябрьской революции, 1946 год
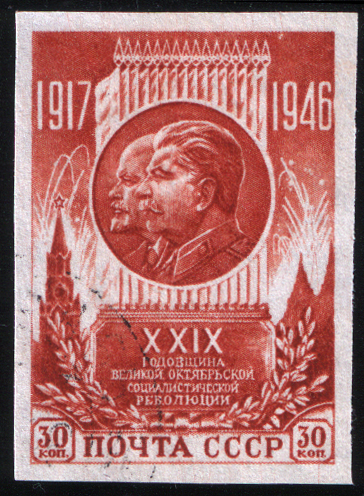
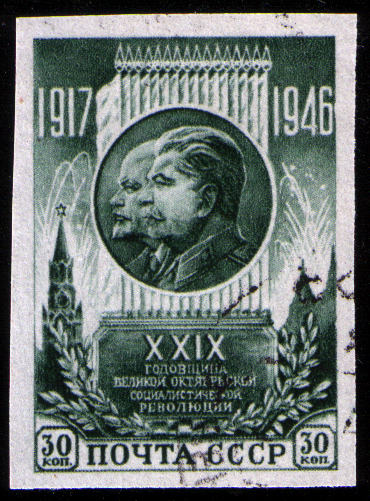
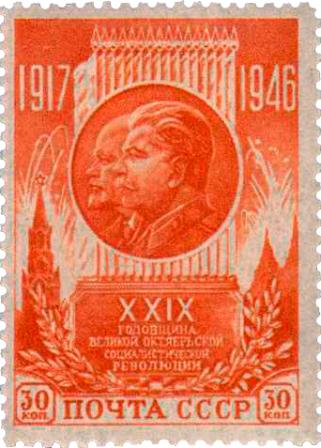
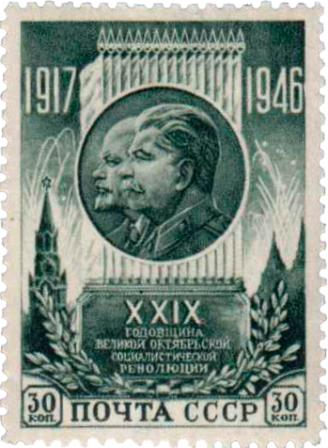
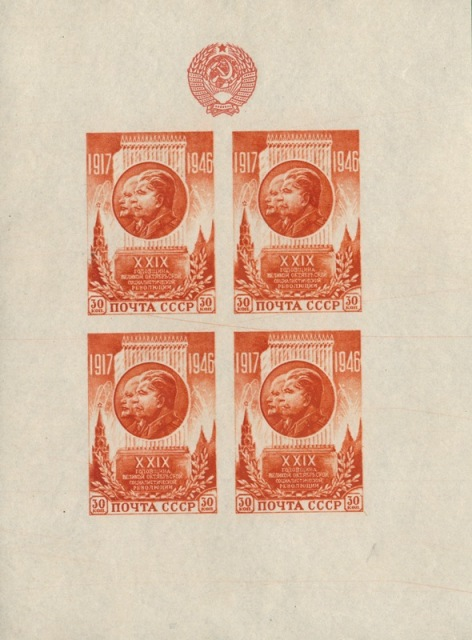

30-летие Великой Октябрьской социалистической революции, 1947 год
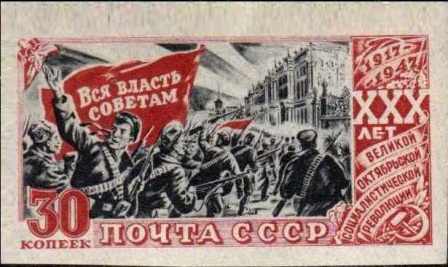
Штурм Зимнего дворца
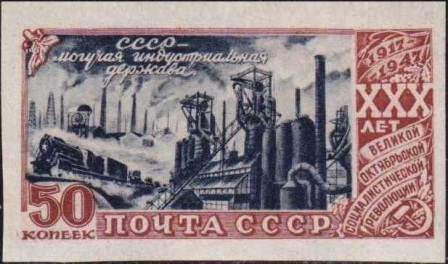
Металлургический завод
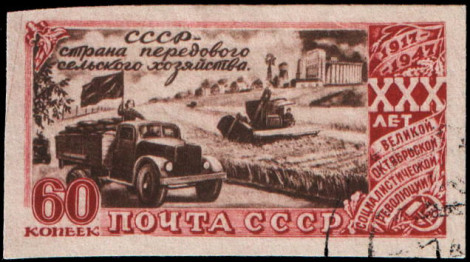
Страна передового сельского хозяйства

31-я годовщина Великой Октябрьской социалистической революции, 1948 год
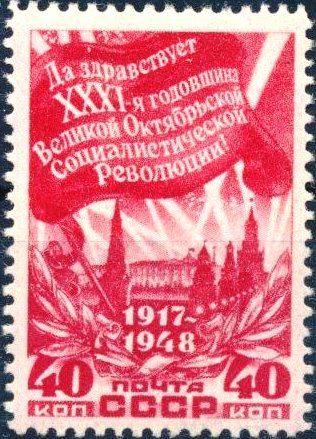
Московский Кремль и знамя с текстом «Да здравствует XXXI-я годовщина Великой Октябрьской Социалистической Революции!». Карминовая
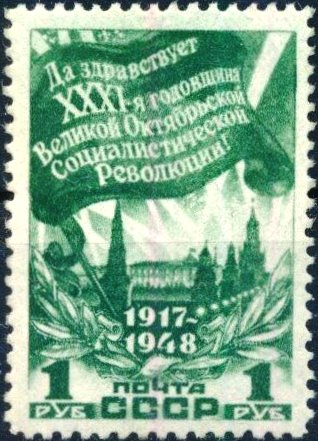
Московский Кремль и знамя с текстом «Да здравствует XXXI-я годовщина Великой Октябрьской Социалистической Революции!». Тёмно-зелёная

32-я годовщина Великой Октябрьской социалистической революции, 1949 год
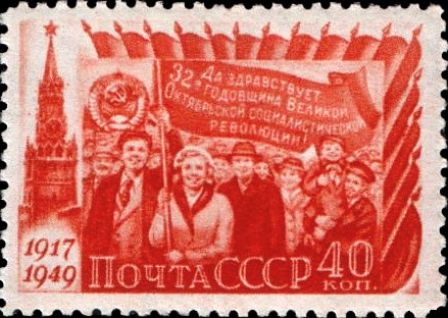
Спасская башня и демонстрация на Красной площади (красно-оранжевая)
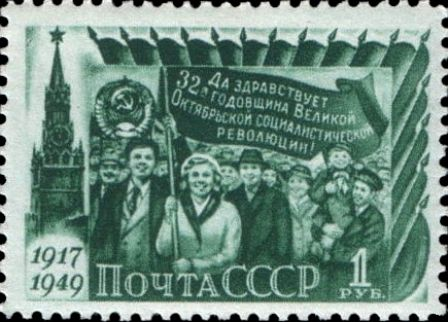
Спасская башня и демонстрация на Красной площади (зелёная)

33-я годовщина Октябрьской революции, 1950 год
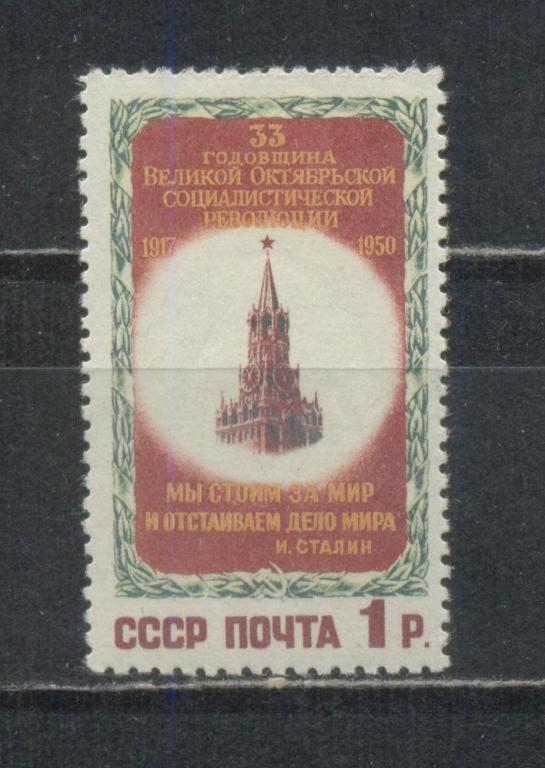

34-я годовщина Октябрьской революции, 1951 год
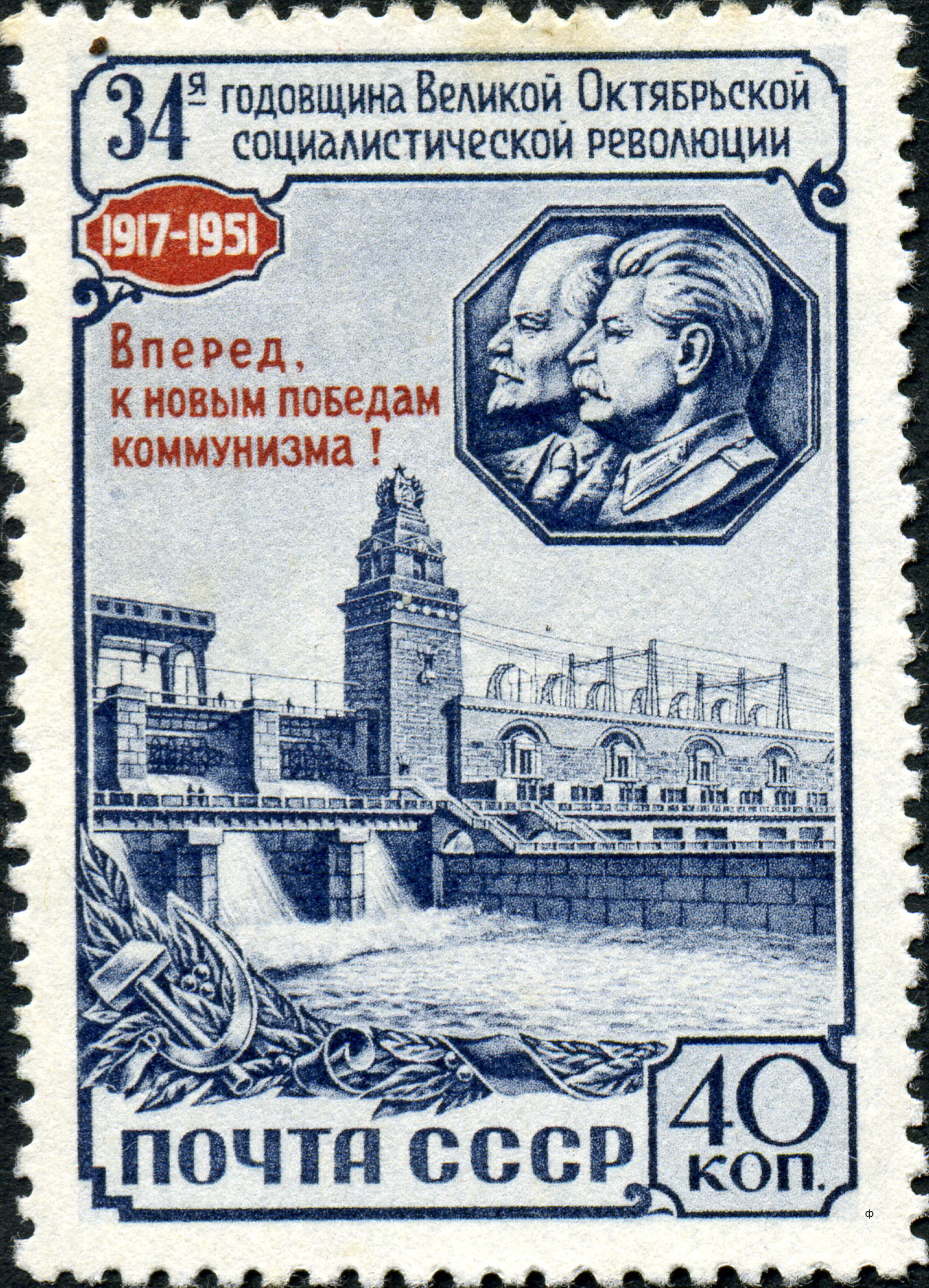
Барельефы Ленина и Сталина, гидротехнические сооружения
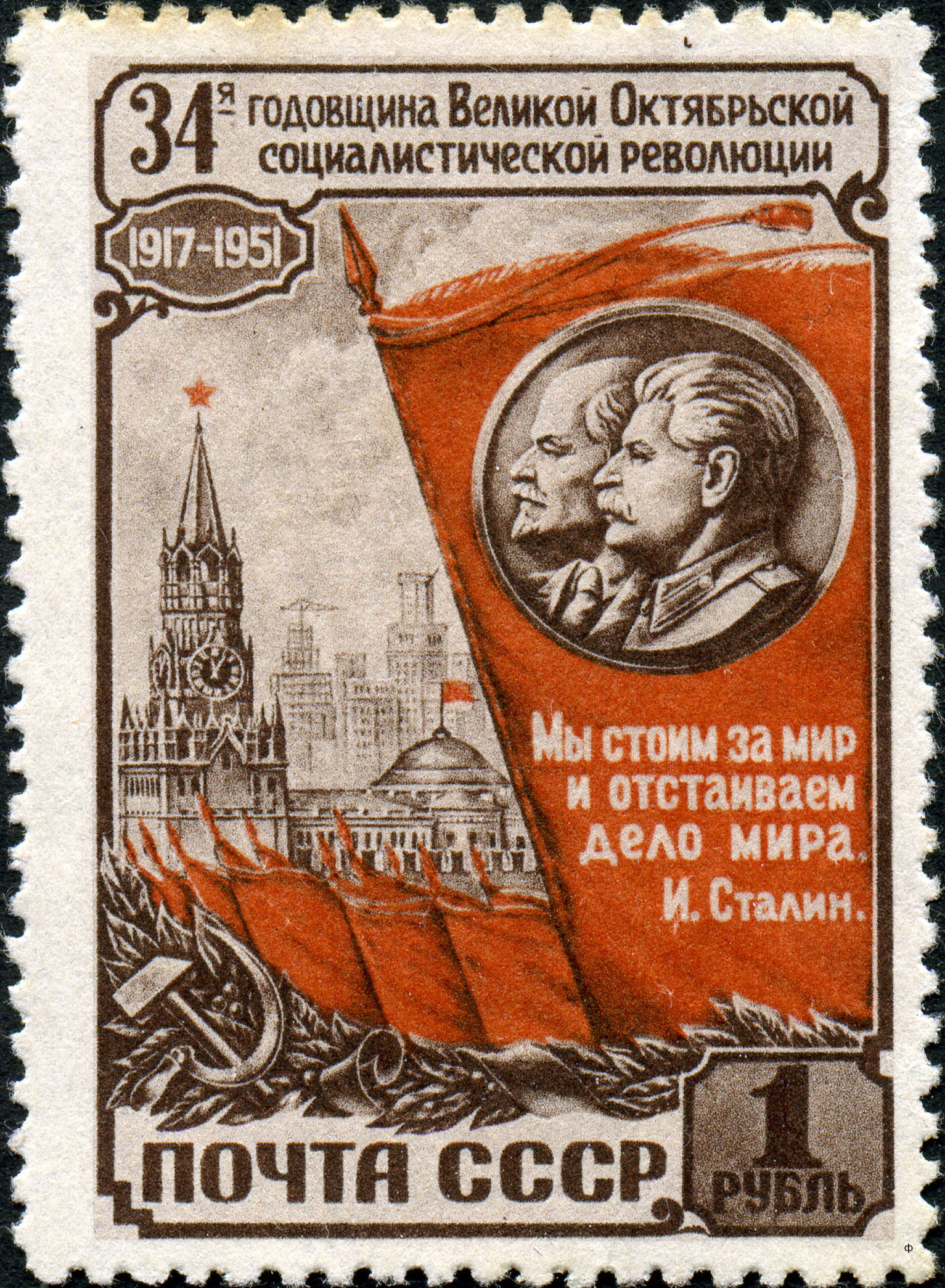
Барельефы Ленина и Сталина, Московский кремль

35-я годовщина Октябрьской революции, 1952 год
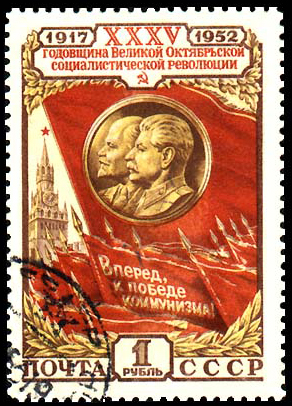
Барельефы Ленина и Сталина на фоне знамён, Спасская башня Кремля
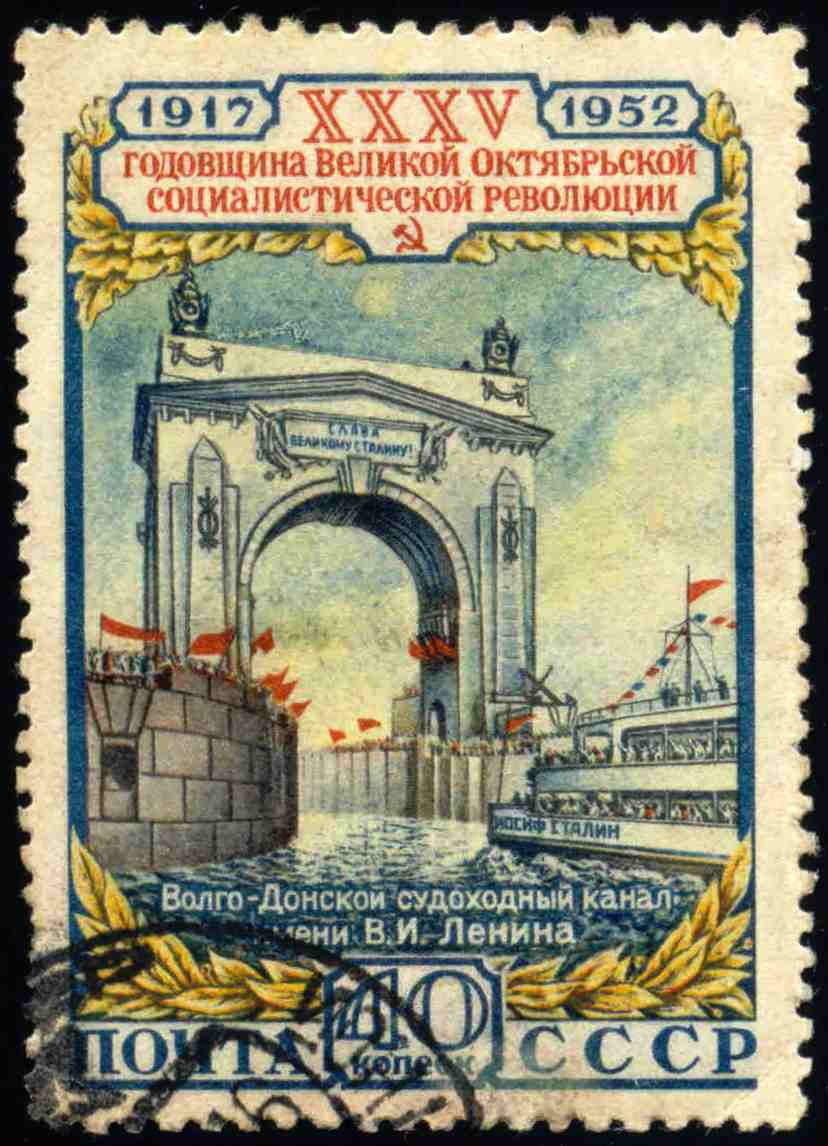
Волго-Донской судоходный канал

36-я годовщина Октябрьской революции, 1953 год
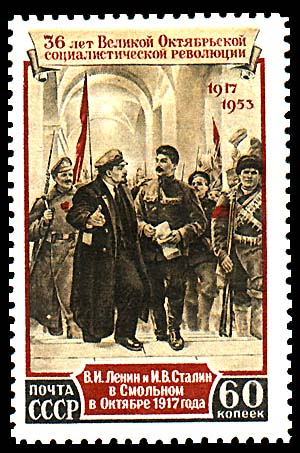
Почтовая марка СССР. 36 лет Великой Октябрьской революции. (Сталин и Ленин в Смольном)
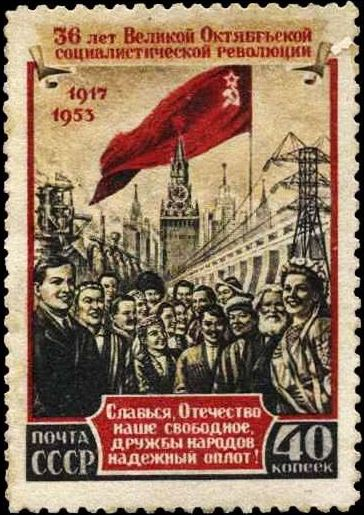
Почтовая марка СССР. Трудящиеся различных национальностей Советского Союза на фоне Государственного флага СССР

37-я годовщина Октябрьской революции, 1954 год
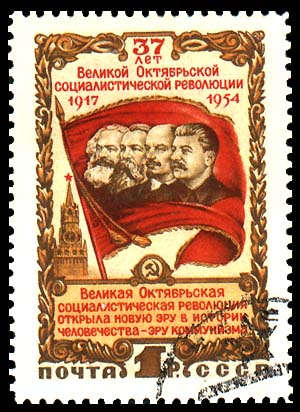
37-я годовщина Октябрьской революции (1954, художник Е. Гундобин): портреты Маркса, Энгельса, Ленина, Сталина

38-я годовщина Октябрьской революции, 1955 год
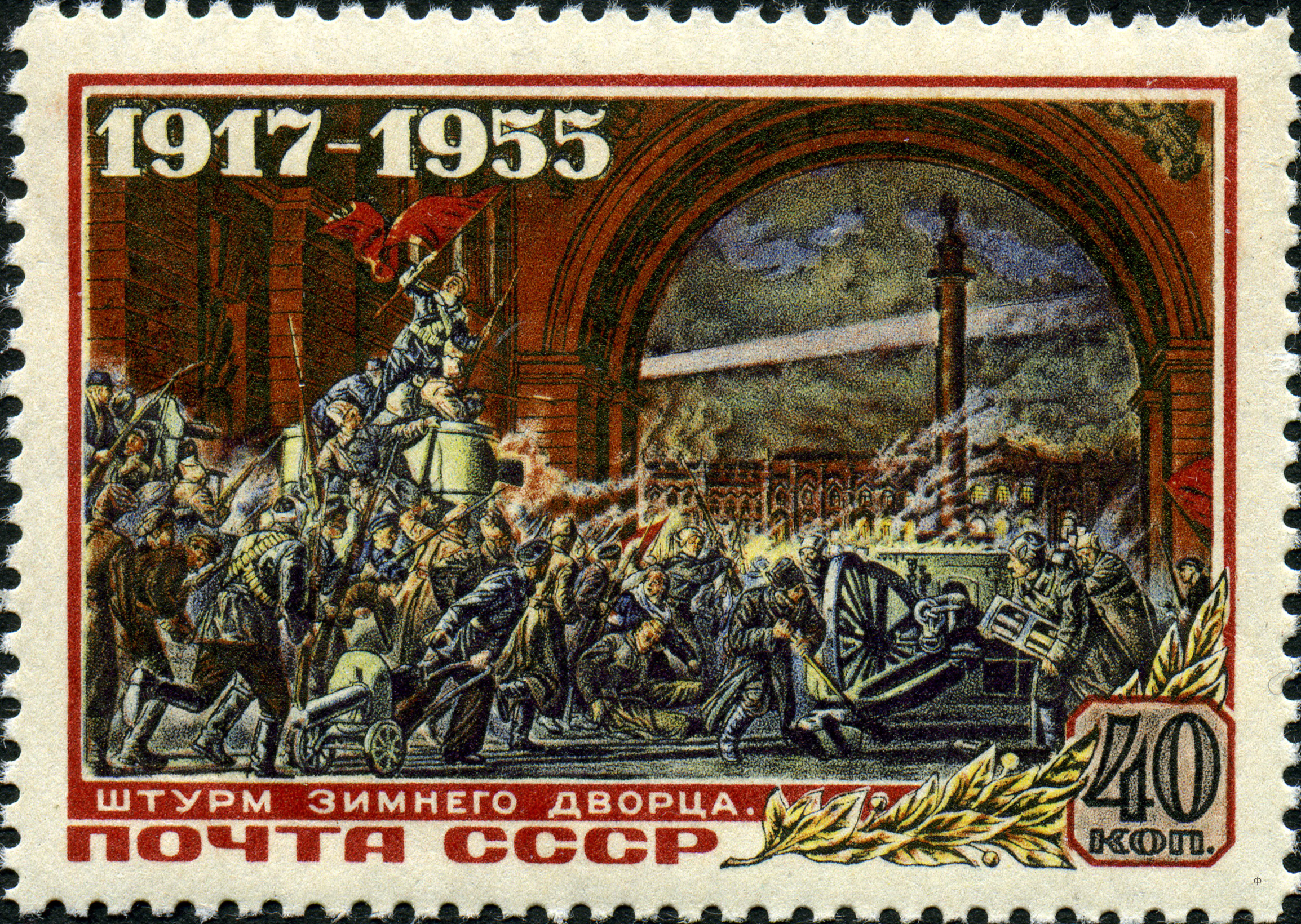
Штурм Зимнего дворца
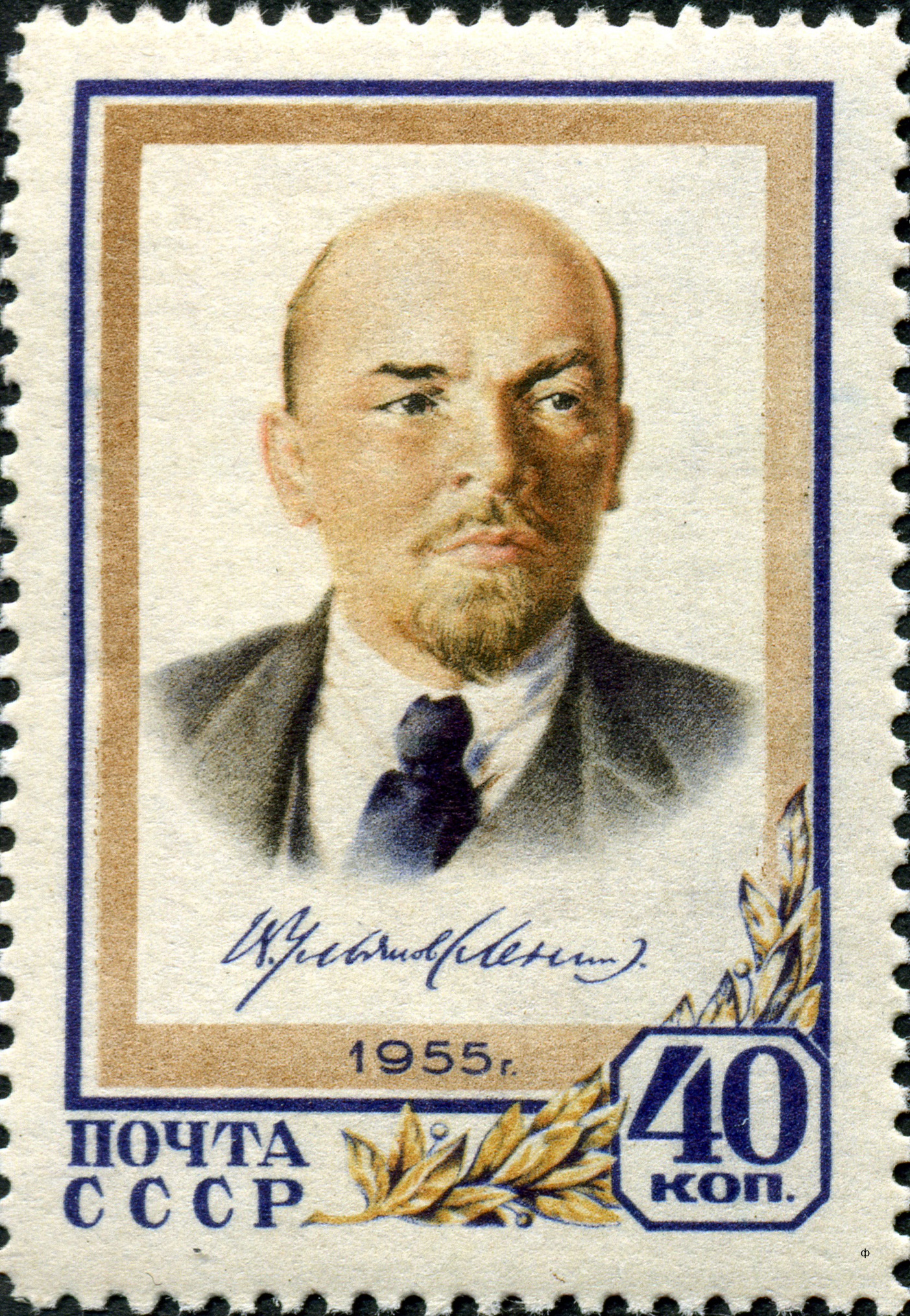
Портрет В.И. Ленина
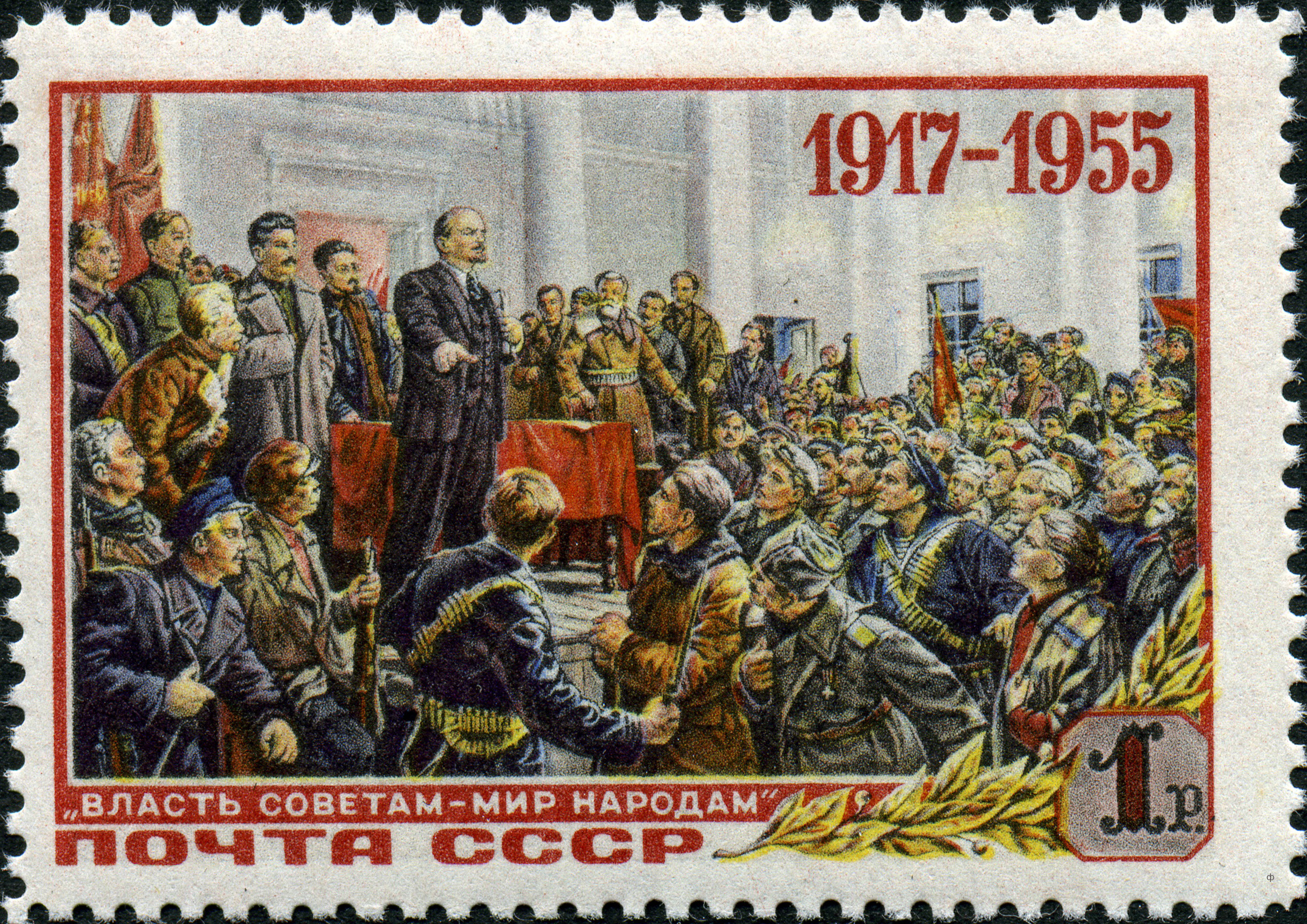
«Власть Советам — мир народам»

К 40-летию Октябрьской революции, 1957 год
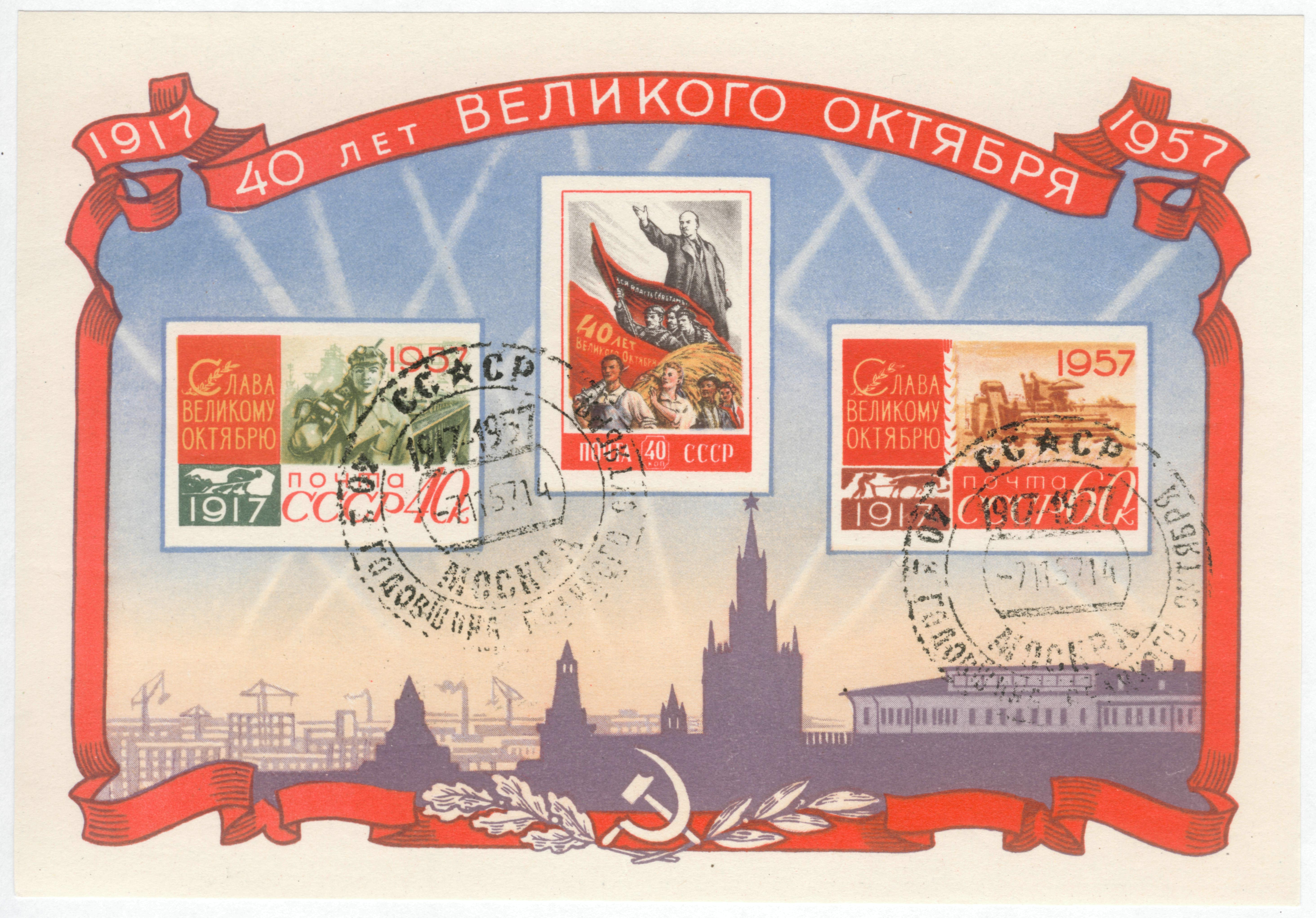
Москва на почтовом блоке
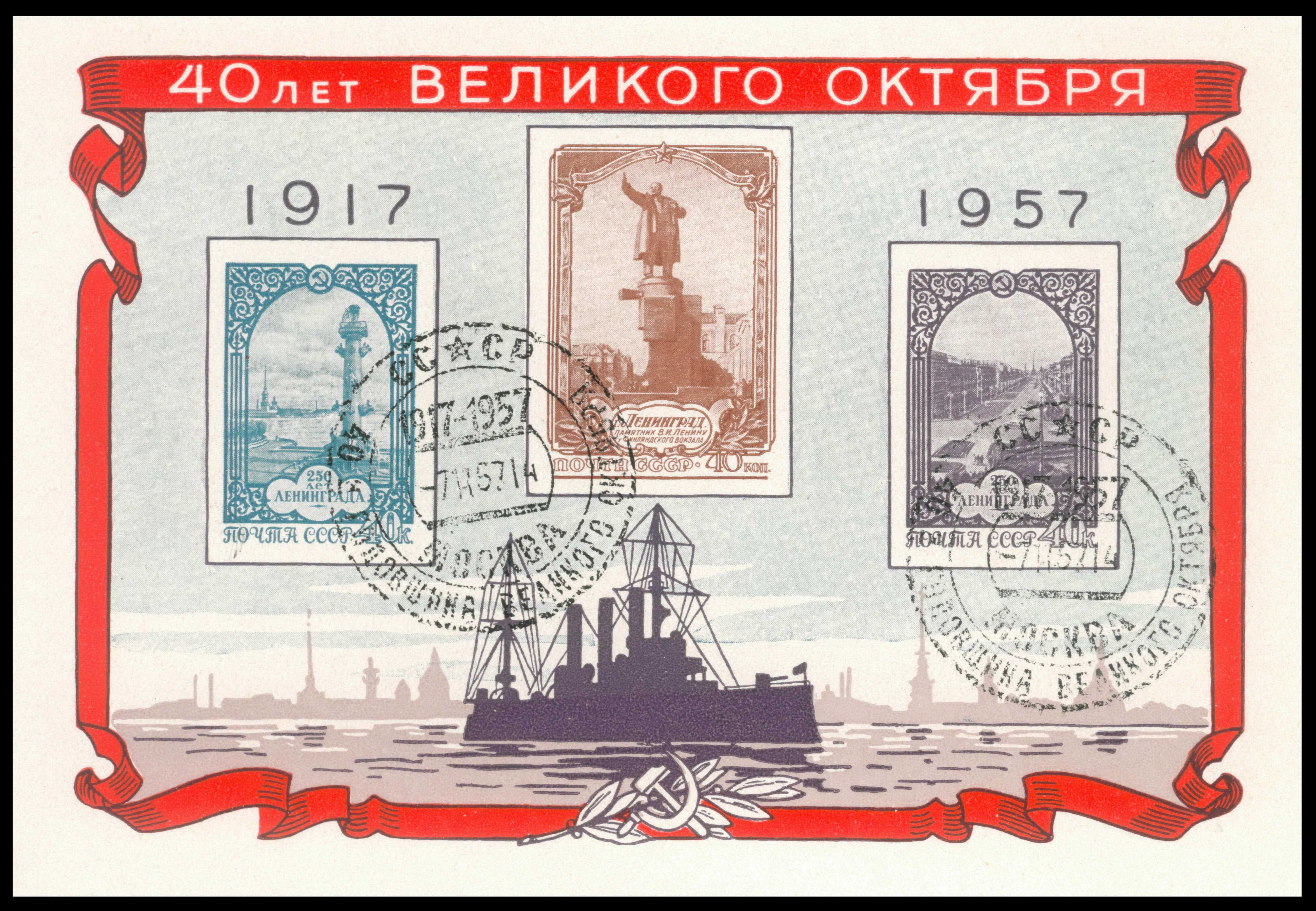
Петроград и крейсер Аврора на почтовом блоке

41-я - 46-я годовщина Октябрьской революции, 1958 год, 1959 год
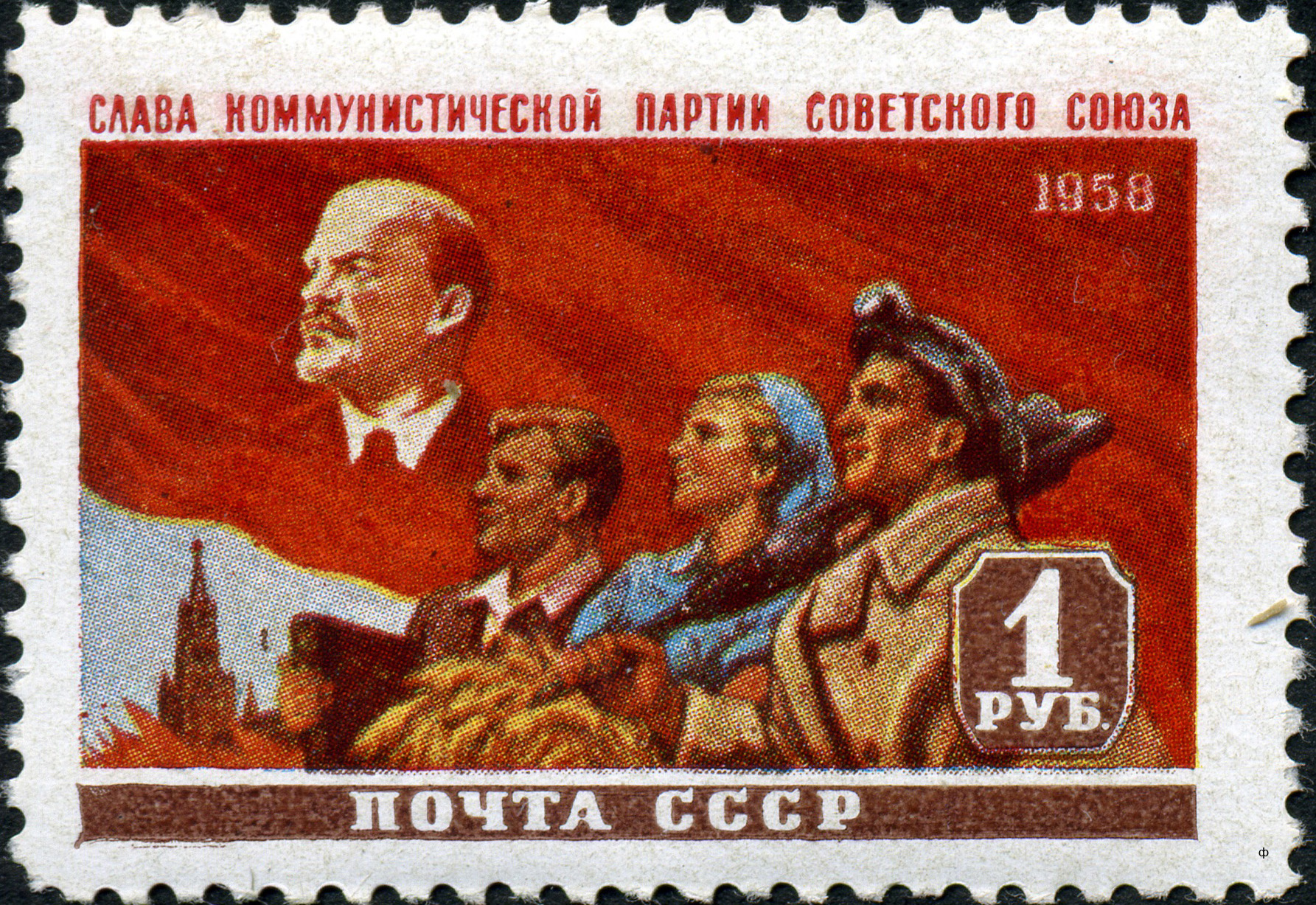
Трудящиеся (рабочий, колхозница и студент) на фоне красного знамени с портретом Ленина. Надпись: «Слава Коммунистической партии Советского Союза!» (ЦФА [АО «Марка»] № 2259)
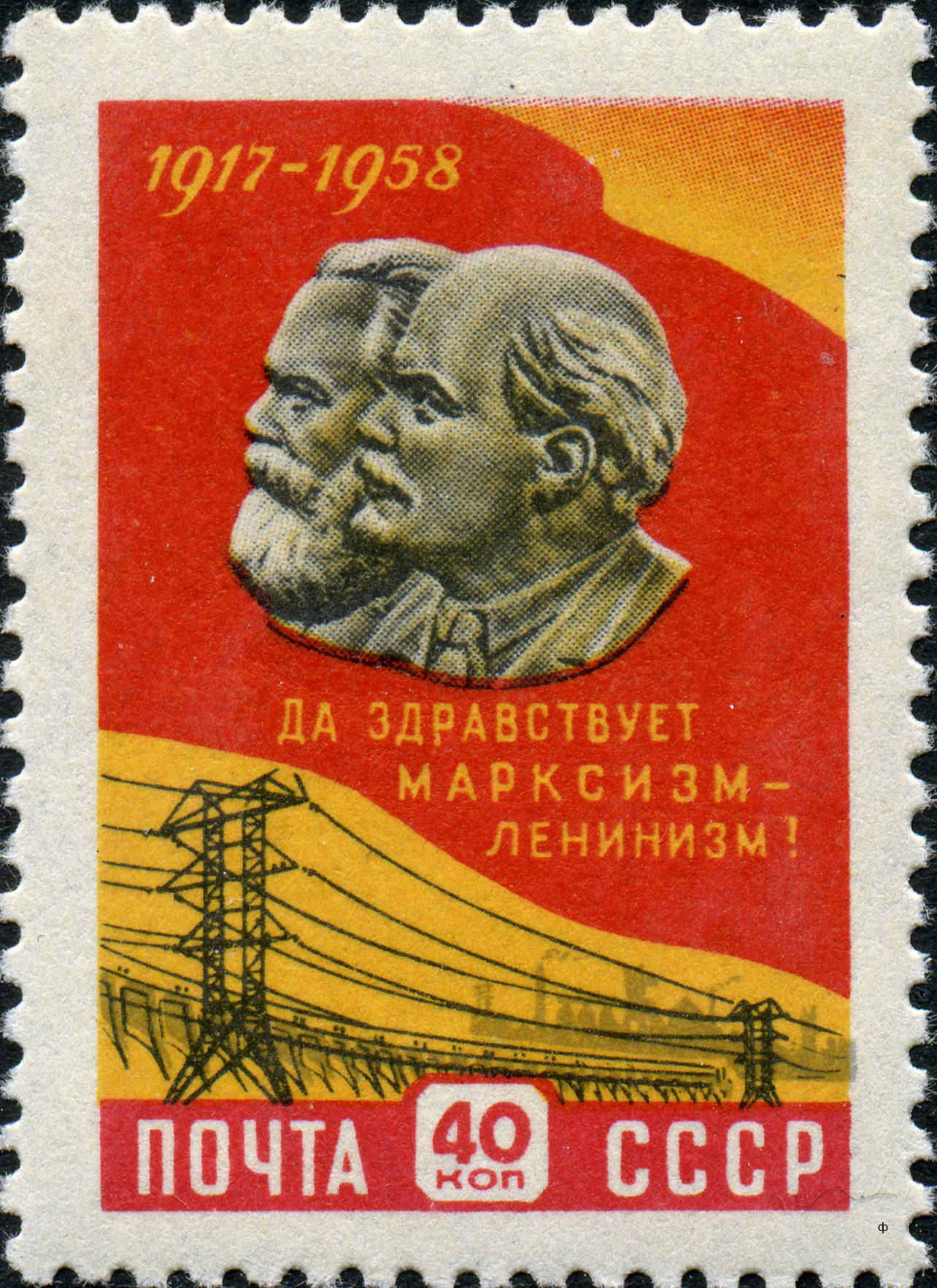
Барельефы В.И. Ленина, К. Маркса

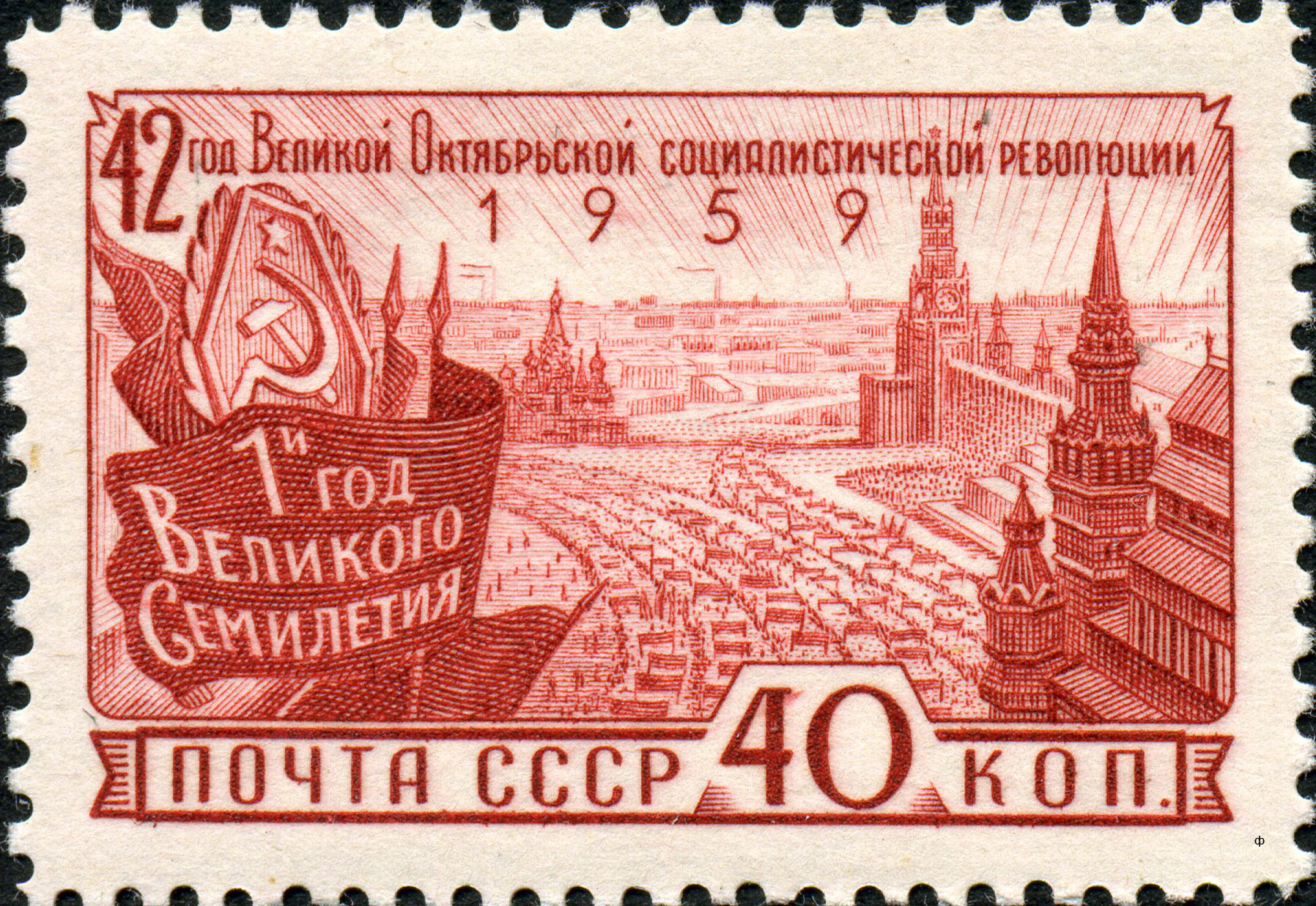
42-я годовщина Октябрьской революции, 1959 год. Семилетка
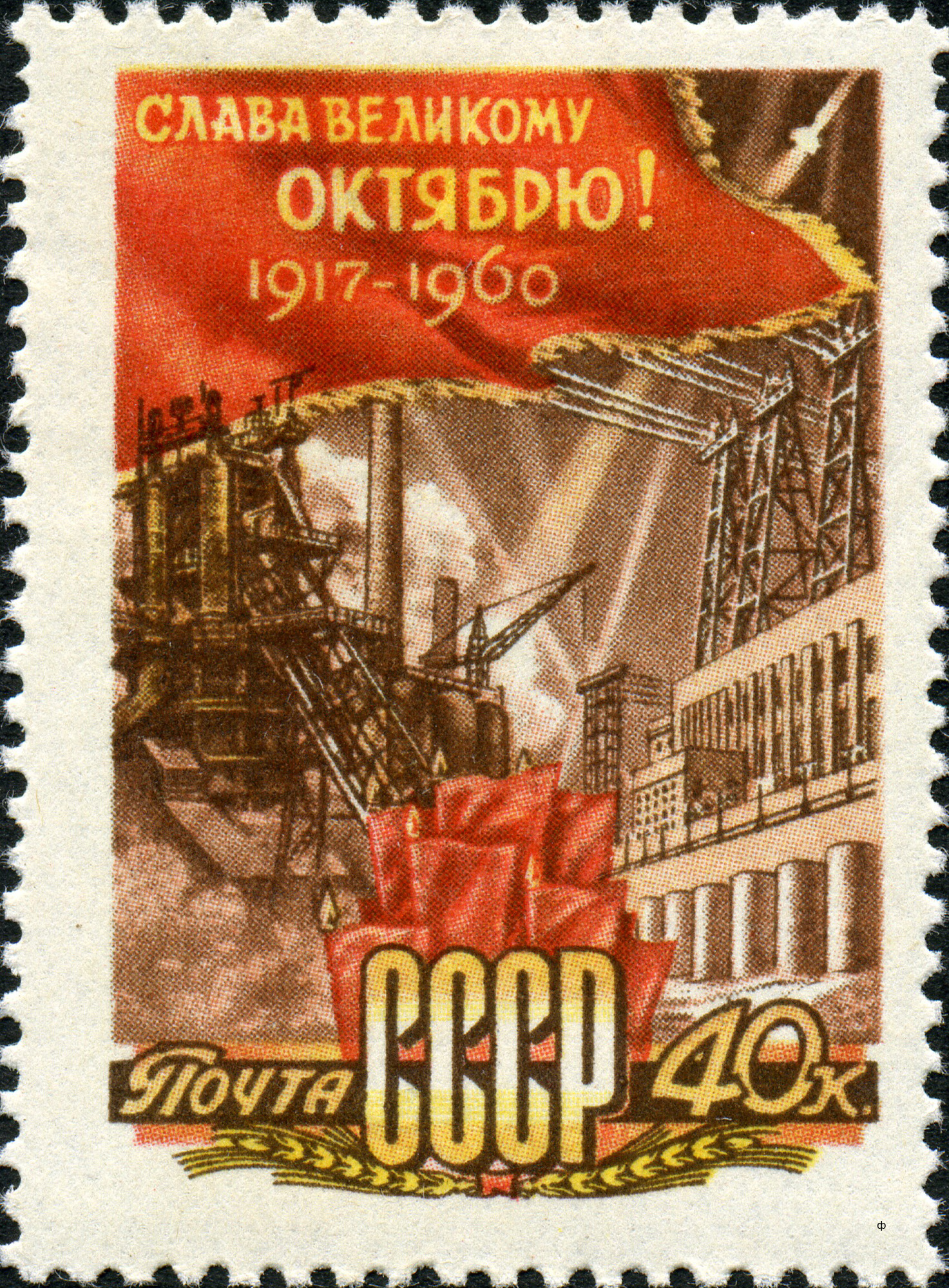
43-я годовщина Октябрьской революции, 1960 год. Промышленность
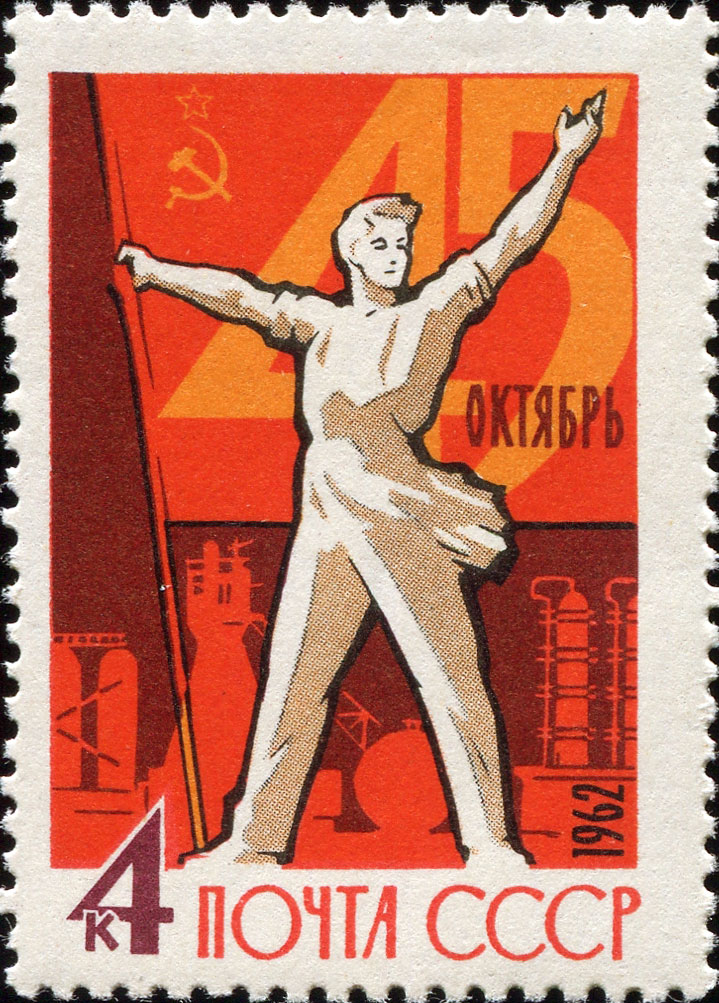
45-я годовщина Октябрьской революции, 1962 год.
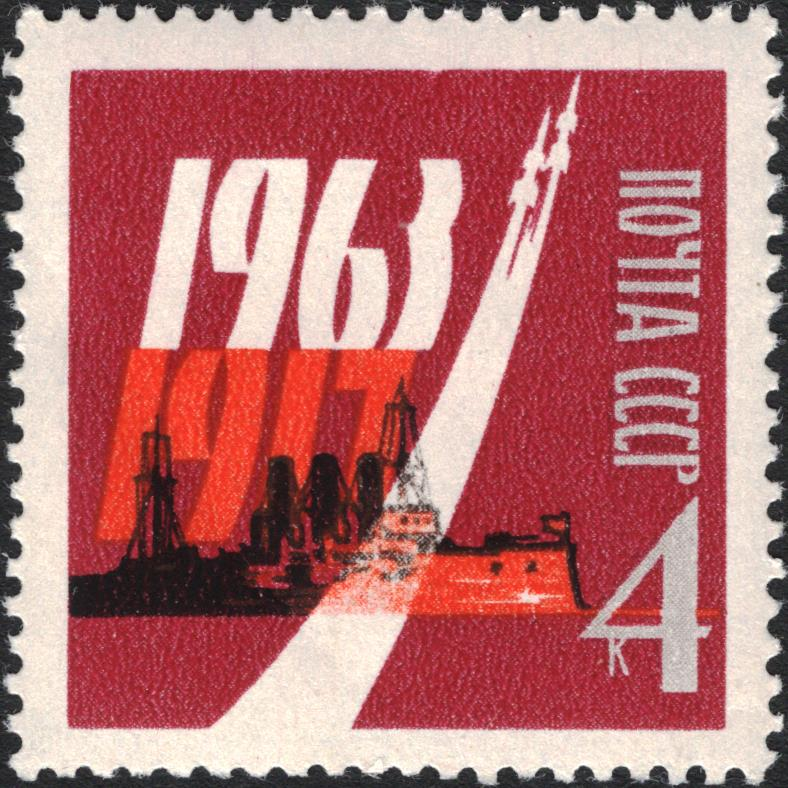
46-я годовщина Октябрьской революции, 1963 год.

47-я годовщина Октябрьской революции, 1964 год
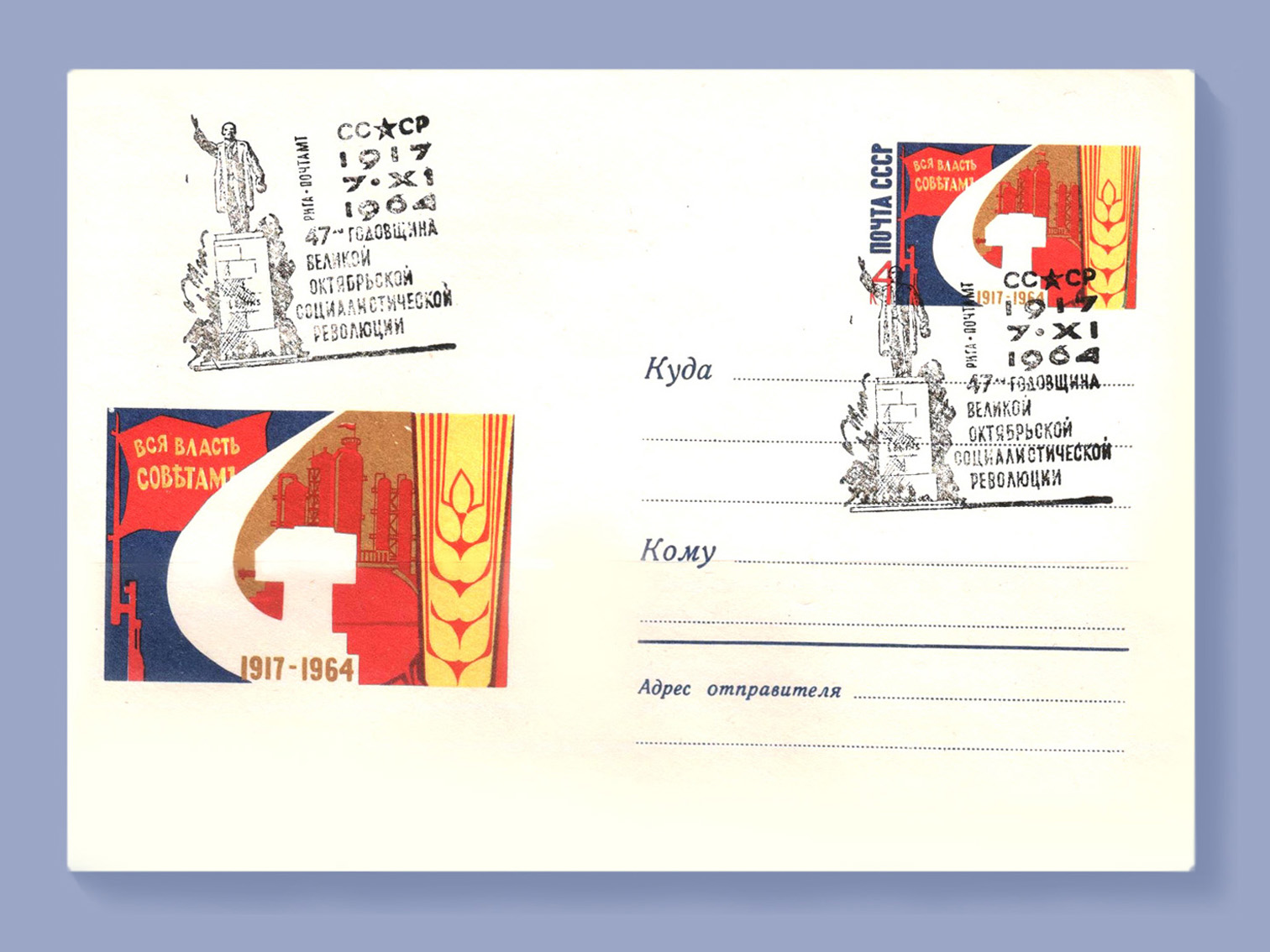
Конверт с оригинальной маркой
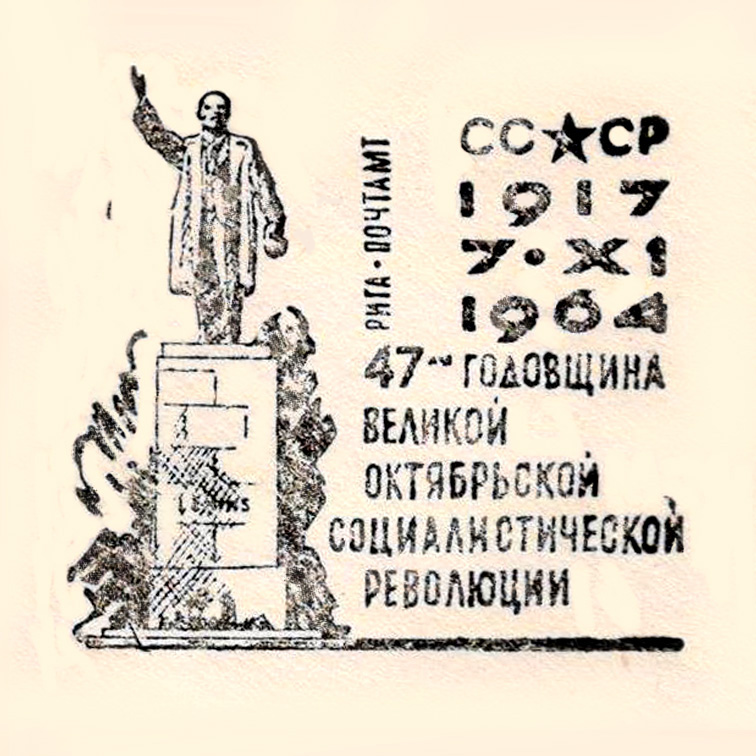
Штемпель
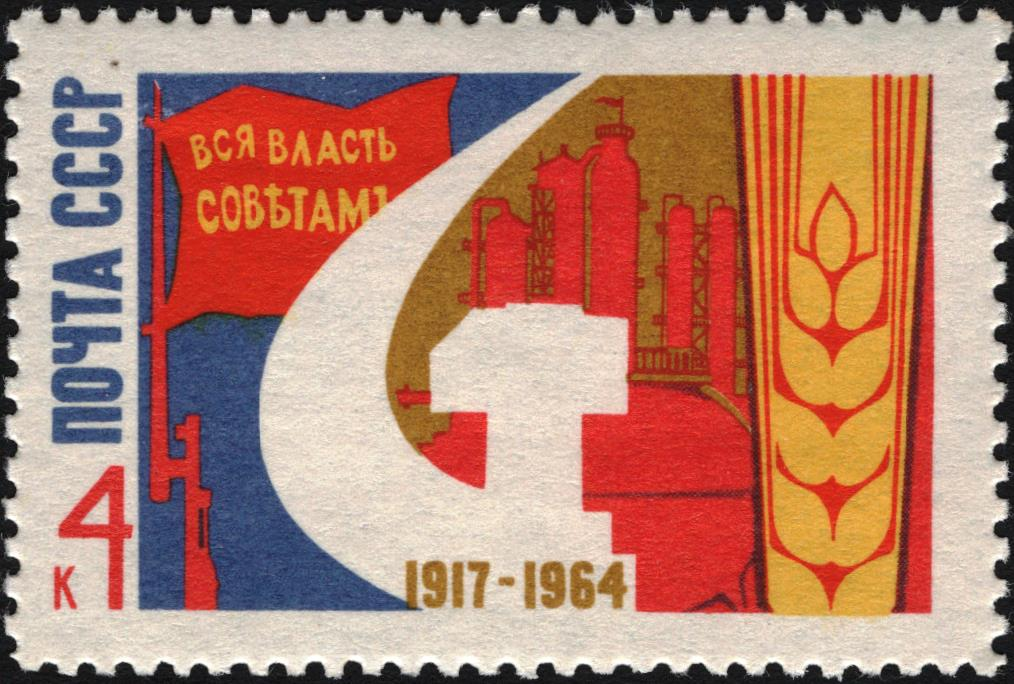
Почтовая марка, 1964 год

К 60-летию Октябрьской революции, 1977 год
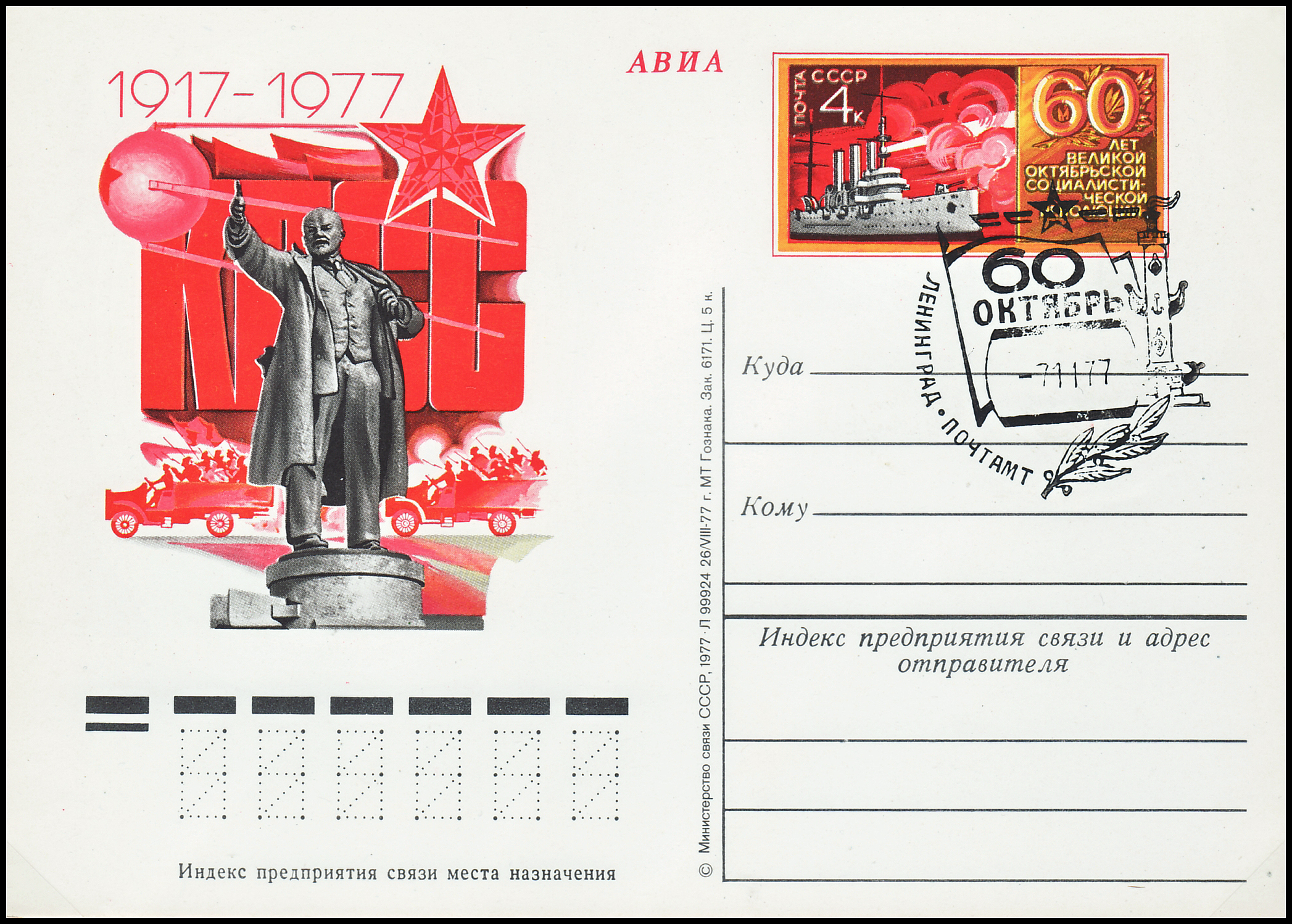
Односторонняя почтовая карточка с оригинальной маркой: 60-летие Октябрьской революции. Памятник Ленину

## Другие страны

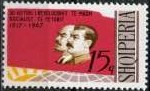
Албания (1967): 50-я годовщина Октябрьской революции.
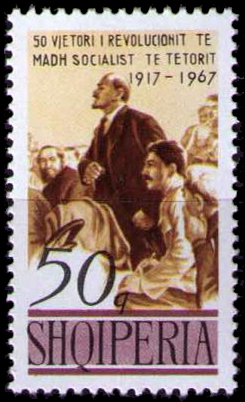
Албания (1967): 50-я годовщина Октябрьской революции. Ленин провозглашает Советскую власть
Марка ЧССР (1952): 35 лет Октябрьской революции. Ленин и Сталин беседуют с солдатами Красной Армии (Sc #558)
ГДР (1987): 70-я годовщина Октябрьской революции. Ленин
ГДР (1987): 70-я годовщина Октябрьской революции. Кремль
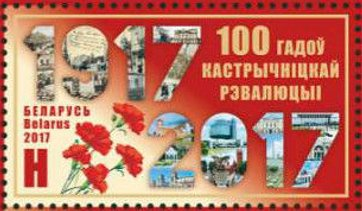
100-летие Октябрьской революции на марке Республики Беларусь
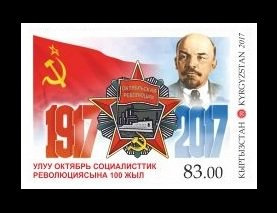
Почтовая марка Кыргызстана 2017 года, посвящённая столетию Великой Октябрьской социалистической революции (марка имеет зубцы, на картинке они не показаны)